# Spar- und Leihkasse Bucheggberg
O Sparnd Leihkasse Bucheggberg (SLB) é um dos bancos suíços mais antigos, fundado em 1850 e localizado na cidade de Lüterswil-Gächliwil, distrito de Bucheggberg, no cantão de Solothurn.
O principal negócio desse banco regional é tradicionalmente em bancos de varejo e empréstimos hipotecários. Além da sede em Lüterswil, a SLB tem filial em feiras.

Em 1850, o banco foi fundado sob a forma de sociedade por ações e suas ações foram negociadas fora da bolsa. O banco emprega 18 pessoas em regime de meio período e o total de seu balanço era de 455 milhões de francos suíços em 2012. 